# 権近
権近（ごんきん、クォン・グン、권근、1352年－1409年2月14日）は高麗･李氏朝鮮の文臣、儒者。初名は晋、字は可遠、思叔。号は陽村。諡号は文忠。孫に権擥がいる。

## 人物
慶尚道安東出身。李穡の門人で朱子学を修め、18歳で文科に及第、成均館大司成等を歴任したが、高麗時代末期には政争に巻き込まれ流配された。李朝建国後には、議政府参政事等を歴任、私兵の廃止を主張して王権確立に努力したほか、対明関係改善に功があった。文学、経学に優れ、経世の文書や事大の表箋など、高麗時代の公文書の多くを撰述した。太宗の即位の際には「受禅の教書」を作成した。著書に「陽村集」「入学図説」「礼記浅見録」等がある。